# Ruthénie rouge
Entités suivantes :
- Pologne
- Ukraine
- Biélorussie

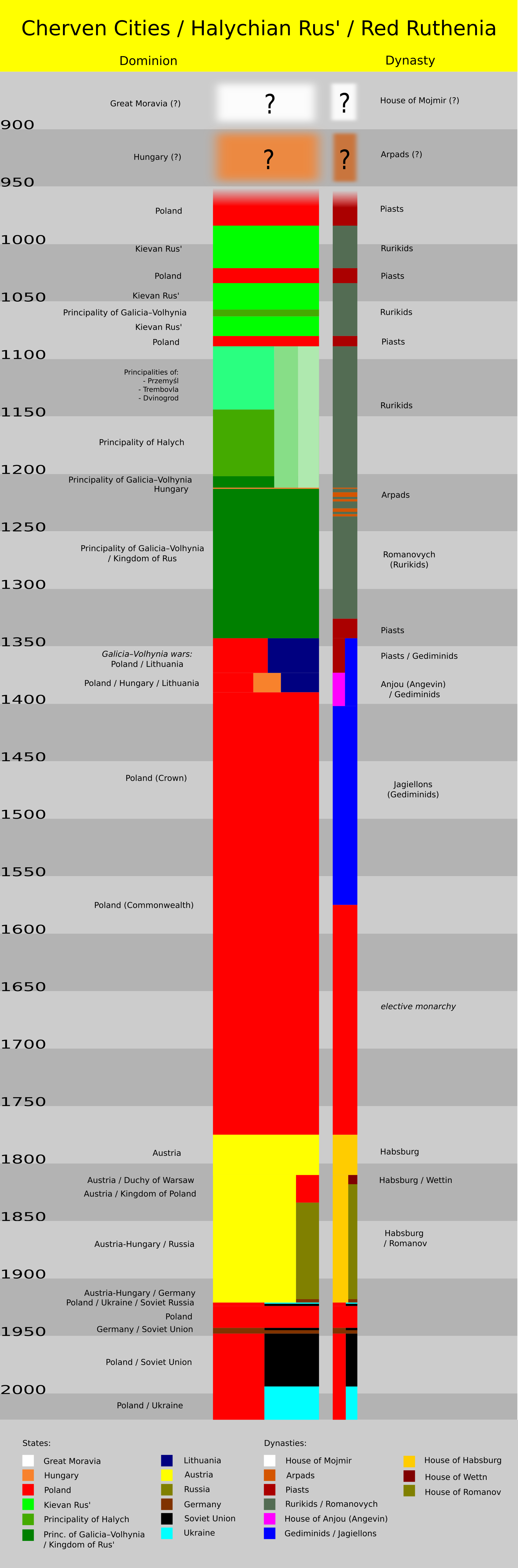
Chronologie

La Ruthénie rouge (en ukrainien : Червона Русь, en polonais : Ruś Czerwona, en latin : Ruthenia Rubra o Russia Rubra) est le nom qui a été utilisé depuis le Moyen Âge jusqu’à la Première Guerre mondiale pour désigner la Galicie orientale. 
À l’origine, la Ruthénie rouge désignait le territoire compris entre le Boug et le Wieprz, c'est-à-dire le territoire autour de Chelm. Cette région est mentionnée pour la première fois en 981, quand Vladimir Ier le Grand de la Rus' de Kiev reprend cette région à la Pologne de Mieszko Ier. En 1018, Boleslas Ier le Vaillant récupère ce territoire qui sera repris par la Rus' de Kiev en 1031. 
En 1340, sous Casimir III le Grand, la région est reconquise par la Pologne à la suite de l’effondrement de la Rus' de Halych-Volodymyr. Depuis cette époque, l’appellation Ruthénie rouge (en polonais Ruś Czerwona) est utilisée pour nommer le territoire allant jusqu’au Dniestr, avec Przemyśl comme ville principale. À l’époque de Ladislas II Jagellon, la voïvodie de Przemyśl a été rebaptisée voïvodie de Ruthénie (województwo ruskie), avec la ville de Lwów qui a progressivement pris l’ascendant sur Przemyśl. La voïvodie était subdivisée en cinq territoires : Lviv (Lwów), Sanok, Halytch (Halicz), Przemyśl et Chełm. La ville de Halicz a donné le nom de Galicie.  

Voïvodie Belz
Voïvodie ruthène
District de Przemyśl et Sanok

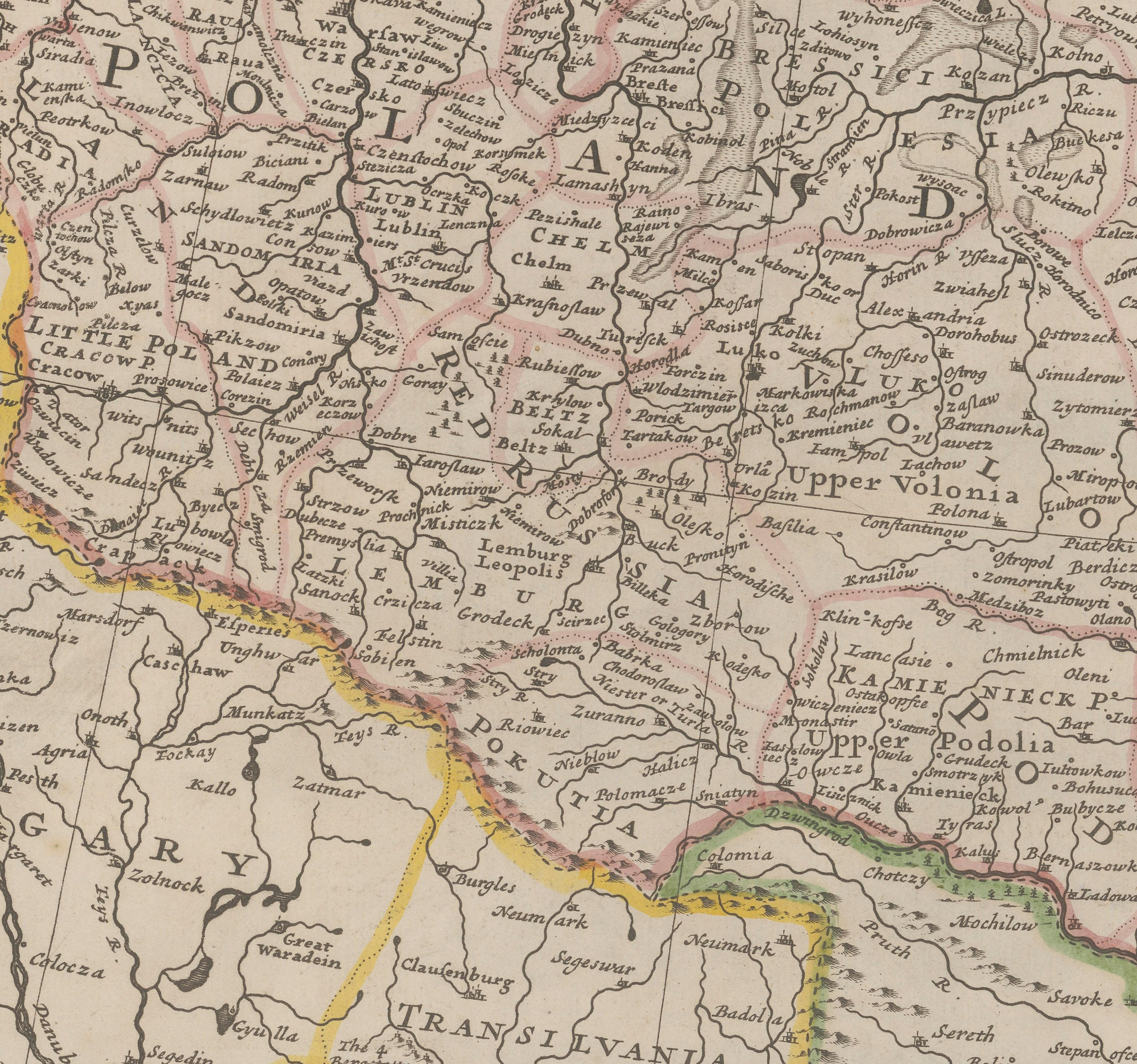
Région de Ruthénie Rouge au XVIII siècle - carte de Herman Moll

Entre la Première et la Seconde Guerre mondiale, cette région a appartenu à la deuxième république de Pologne.

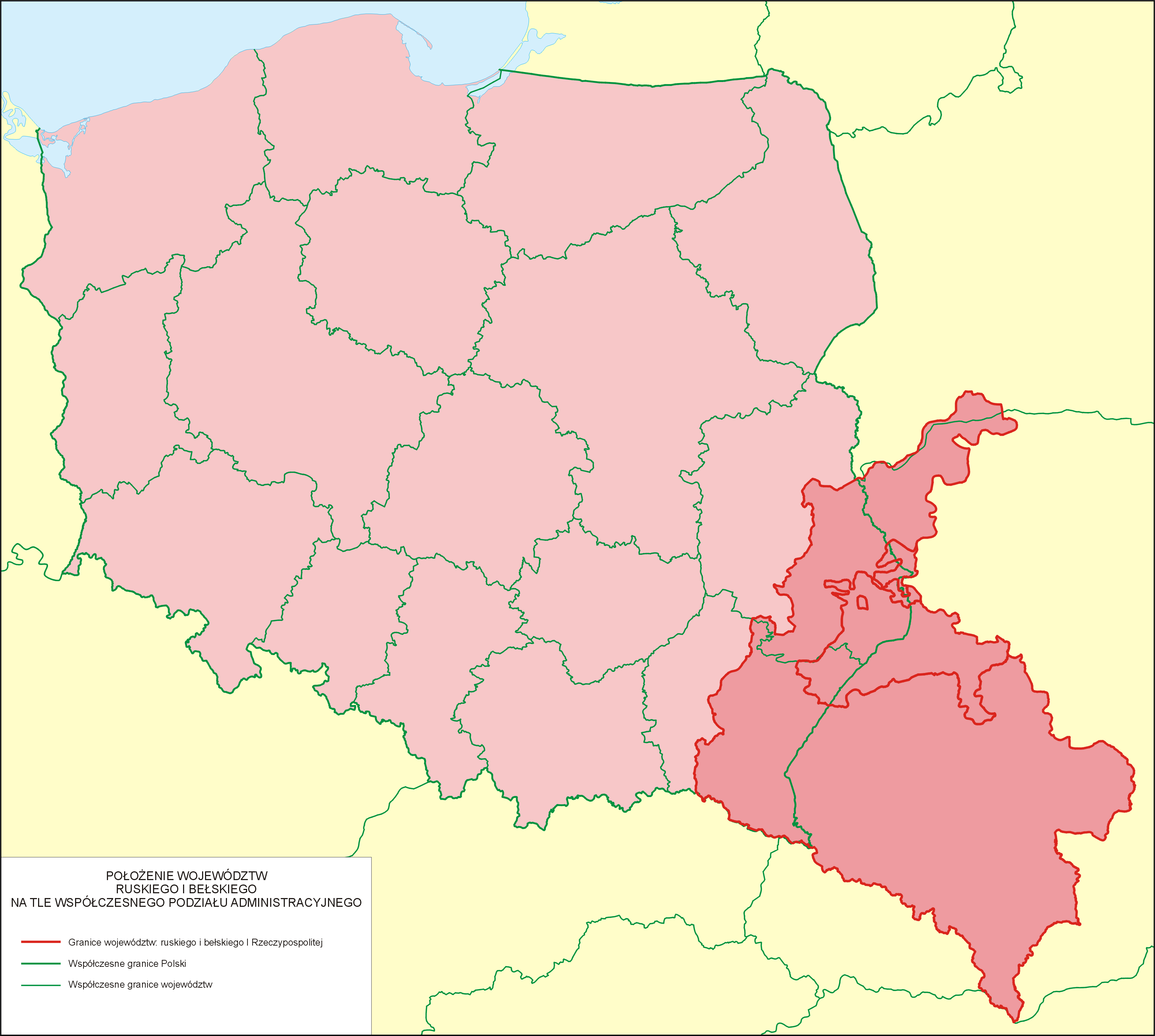
Frontières de la Ruthénie rouge dans la deuxième république de Pologne superposées à celles de la Pologne, de la Biélorussie et de l'Ukraine contemporaines.

Aujourd’hui, cette région est partagée entre la Pologne et l’Ukraine.